# 西内彬
西内彬（にしうち あきら、1932年7月17日 - ）は日本の大蔵官僚。広島国税局長、国税不服審判所次長などを務めてきた。

## 来歴
高知県高知市に生まれ育つ。高知市立城東中学校、高知県立高知小津高等学校、東京大学法学部第2類（公法コース）卒業。
1958年 大蔵省入省（理財局資金課）。同期入省者に尾崎護、角谷正彦、安原正、冨金原俊二、大野功統、柿澤弘治らがいた。1963年6月10日 高萩税務署長。
1980年6月17日 国税庁長官官房総務課長。1981年6月26日 広島国税局長。1982年6月1日 国税不服審判所次長。1983年6月7日 退官。
同年 日本下水道事業団理事。1988年から四国銀行代表取締役専務。

## 略歴
- 1958年4月：大蔵省入省（理財局資金課）[1]。
- 1962年7月：銀行局金融制度調査官付調査係長[3]。
- 1963年6月10日：高萩税務署長。
- 1964年7月10日：広島国税局総務部総務課長。
- 1966年：銀行局銀行課長補佐。
- 1969年：銀行局中小金融課長補佐（総括・相互銀行・信用補完）[4]。
- 1970年：銀行局金融制度調査官付課長補佐。
- 1971年7月10日：広島国税局間税部長。
- 1972年7月3日：広島国税局直税部長。
- 1973年7月9日：経済企画庁総合計画局計画官（財政金融担当）。
- 1976年6月25日：銀行局金融制度調査官。
- 1977年6月17日：銀行局調査課長（初代）。
- 1977年6月27日：大阪国税局総務部長。
  - 1978年6月17日：兼 大阪国税局長心得（〜1978年7月5日）。
- 1979年7月16日：国税庁直税部所得税課長。
- 1980年6月17日：国税庁長官官房総務課長。
- 1981年6月26日：広島国税局長。
- 1982年6月1日：国税不服審判所次長。
- 1983年6月7日：退官。

## 人物
- 主に銀行局の畑に長く席を置いていた。この間、金融効率化行政に腕を振っており、銀行課長補佐時代には「金融機関の合併・転換法」と「中小企業金融制度改善法」の所謂、金融2法を成立させた[1]。
- 信託銀行について勉強しており、この方面では非常に詳しい[1]。